# Samsung Galaxy A53 5G
O Samsung Galaxy A53 5G é um smartphone Android lançado pela Samsung Electronics em março de 2022. Faz parte da série Galaxy A de smartphones intermediários da empresa.

## Especificações
O Samsung Galaxy A53 5G possui uma tela Super AMOLED de 6,5 polegadas com resolução de 2400 x 1080 pixels e taxa de atualização de 120 Hz. Ele é protegido por Gorilla Glass 5 e tem um furo centralizado para a câmera frontal de 32 megapixels com abertura f/2.2.
O aparelho é equipado com o processador Samsung Exynos 1280 de 5 nm, que tem oito núcleos (2x2,4 GHz Cortex-A78 e 6x2.0 GHz Cortex-A55) e uma GPU Mali-G68 MP6. Ele tem duas opções de memória RAM (6 GB ou 8 GB) e duas opções de armazenamento interno (128 GB ou 256 GB), ambos expansíveis por cartão microSD de até 1 TB.
O Samsung Galaxy A53 5G tem uma bateria de 5000 mAh com carregamento rápido de 25 W. Também tem um leitor de impressão digital na lateral, uma entrada para fone de ouvido de 3,5 mm, um alto-falante estéreo e uma certificação IP67 de resistência à água e poeira.
O smartphone tem quatro câmeras traseiras: uma principal de 64 megapixels com abertura f/1.8 e estabilização óptica de imagem, uma ultra-wide de 12 megapixels com abertura f/2.2 e ângulo de visão de 123 graus, uma macro de 5 megapixels com abertura f/2.4 e uma de profundidade de 5 megapixels com abertura f/2.4. Pode-se gravar vídeos em resolução 4K a 30 quadros por segundo na câmera traseira e na frontal.
O Samsung Galaxy A53 5G suporta a tecnologia 5G, além das redes GSM, HSPA e LTE. Ele também tem conectividade Wi-Fi, Bluetooth 5.1, NFC, GPS e USB-C. Roda o sistema operacional Android 12 com a interface One UI 4.0 da Samsung.

## Disponibilidade
O Samsung Galaxy A53 5G foi anunciado em março de 2022 e começou a ser vendido em abril do mesmo ano em alguns mercados selecionados.